# Nový Dvůr

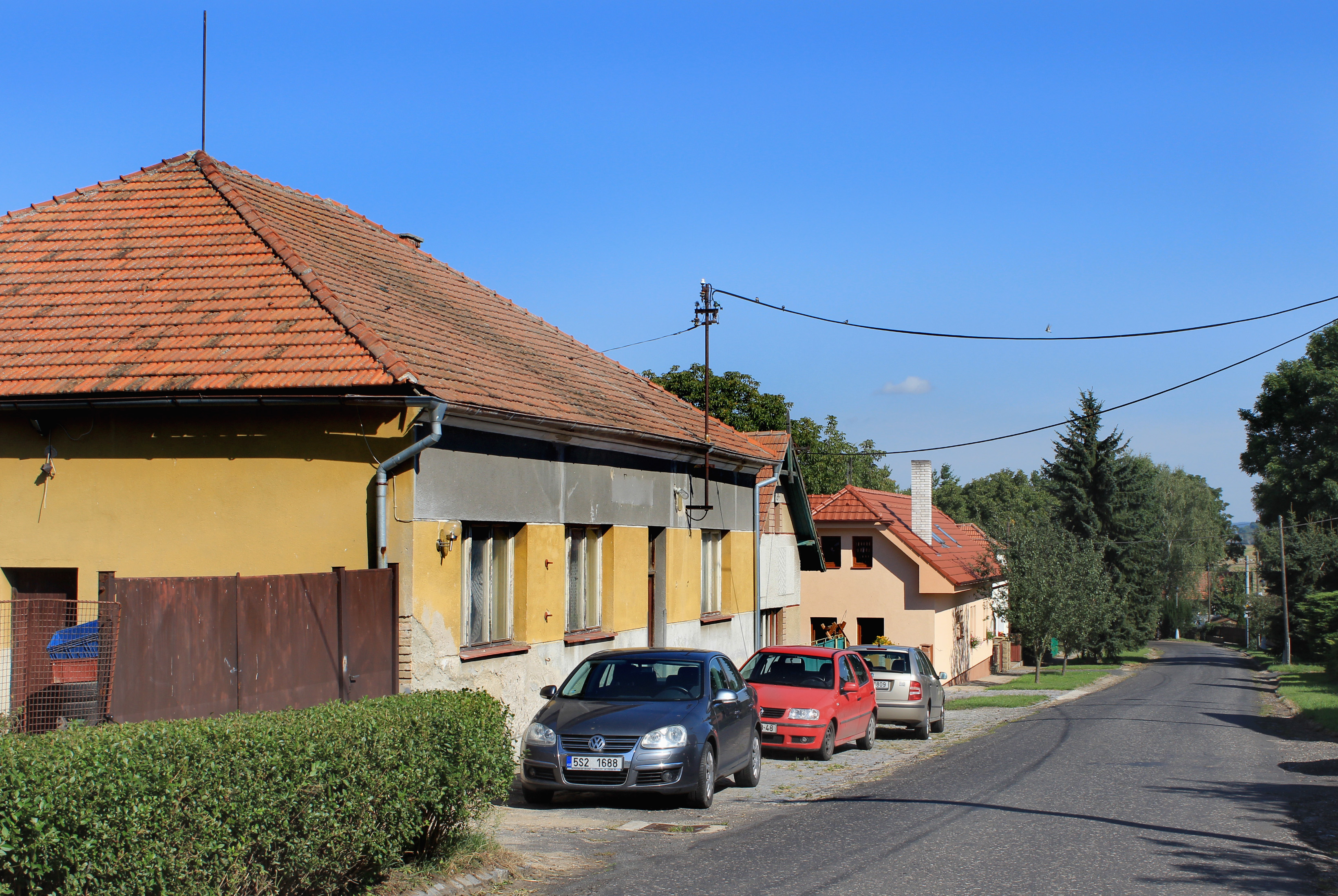
Die Hauptstraße

Nový Dvůr (deutsch Neuhof) ist eine Gemeinde in Tschechien. Sie liegt sieben Kilometer nordöstlich von Nymburk und gehört zum Okres Nymburk.

## Geographie
Nový Dvůr befindet sich auf der Ostböhmischen Tafel zwischen zwei Kuppen. Im Dorf entspringt der Bach Novodvorský potok. Im Norden fließt die Ronovka, die südöstlich des Dorfes in die Křinecká Blatnice einmündet. Im Osten erhebt sich der Sokolec (193 m).
Nachbarorte sind Hrubý Jeseník, Chaloupky und Podchotický Mlýn, Vestec im Nordosten, Rozpakov, Malý Vestec und Činěves im Osten, Havransko und Netřebice im Südosten, Rašovice und Šlotava im Süden, Draho und Chleby im Südwesten sowie Oskořínek im Nordwesten.

## Geschichte
Neuhof wurde im Jahre 1790 gegründet. Nach der Aufhebung der Patrimonialherrschaften bildete Neuhof/Nový Dvůr ab 1850 einen Ortsteil der Gemeinde Oskořínek im Bezirk Poděbrady. Seit 1928 besteht die Gemeinde Nový Dvůr. 1934 kam sie zum Okres Nymburk. Zu Beginn des Jahres 1980 wurde Nový Dvůr nach Oskořínek eingemeindet, seit 1992 besteht die Gemeinde wieder.

## Gemeindegliederung
Für die Gemeinde Nový Dvůr sind keine Ortsteile ausgewiesen.

## Sehenswürdigkeiten
- Motocrossstrecke Chleby, südlich des Dorfes